# Ismael (nombre)
Ismael (en hebreo: יִשְׁמָעֵאל‎, romanizado: Yishma'el, lit. 'Dios escuchará' o 'Dios oirá') es un nombre propio teofórico masculino en su variante en español. Derivado de las palabras hebreas "שָׁמַע" (shama, que significa "escuchar") y "אֵל" (El, que significa "Dios").

## Origen
Ismael  es el nombre de varios personajes bíblicos del Antiguo Testamento:
- Ismael, hijo de Abraham y Agar, una esclava egipcia. Nació cuando Abraham tenía 86 años.  (Génesis 16:3, 15).
- Ismael, descendiente de Jonatán (I Crónicas 8:38; 9:44).
- Ismael, alto funcionario con poderes judiciales, padre de Zebadías (I Crónicas 19:11).
- Ismael, hijo de Jonatán, participó en la conspiración que hizo caer a Atalía (II Crónicas 23:1).
- Ismael, miembro de la casa real de Judá (II Reyes 25:25).
- Ismael, hijo de Pasur, persuadido por Esdras para que despidiera a su mujer extranjera (Libro de Esdras 10:22).

## Variantes
| Variantes en otros idiomas | Variantes en otros idiomas |
| -------------------------- | -------------------------- |
| Español                    | Ismael                     |
| Asturiano                  | Ismael                     |
| Alemán                     | Ismael                     |
| Catalán                    | Ismael                     |
| Checo                      | Ismael                     |
| Francés                    | Ismael                     |
| Hebreo                     | ישמעאל                     |
| Inglés                     | Ishmael                    |
| Italiano                   | Ismaele, Ismael            |
| Lituano                    | Ismaelis                   |
| Neerlandés                 | Ismael                     |
| Polaco                     | Ismael                     |
| Portugués                  | Ismael                     |
| Ruso                       | Исмаэль                    |
| Kanuri-Kanembu             | Ismaila                    |

## Santoral
La celebración del santo de Ismael se corresponde con el día 17 de junio,cuatro días antes del comienzo de verano